# Липецкий курорт
Ли́пецкий куро́рт (Липецккурорт) — курорт в Липецке, расположенный в Нижнем парке города.

## История
«Липецкие воды» принято считать вторым — после «Марциальных вод» — курортом минеральных вод, учреждённым Петром I при Липецких железоделательных заводах. В 1722 году во время похода в Персию Петр I посетил источник липецких вод и «испытал действие воды».

### XIX— началоXX века
В начале XIX века, усилиями липецкого врача, доктора Вандера, на липецкие воды было вновь обращено внимание. Была учреждена особая дирекция для управления курортом. Указ о создании курорта «Липецкие минеральные воды» был подписан Александром I 25 апреля (8 мая) 1805 года. Под него отвели территорию на окраине Липецка на месте закрытого ранее Липского железоделательного завода. Курорт расположился на берегу Петровского пруда, где заводчане добывали воду.
При строительстве первых зданий курорта в 1803—1804 годах снесли заводские корпуса. 19 июля 1805 года утверждается генеральный план застройки курорта.
В 1805 году курорт получил «общегосударственное» значение. Директором стал Иван Николаевич Новосильцев.
17 мая 1805 года стали строить первый капитальный объект — минеральные ванны (арх. А. Н. Воронихин и С. Мельников). Это здание сохранилось до наших дней; на его втором этаже находится администрация парка, а на первом — склад.

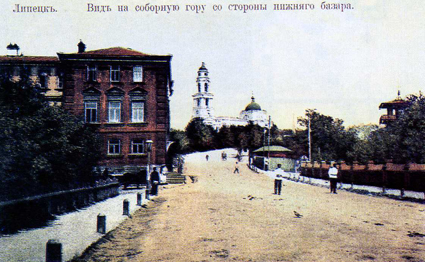
Гостиница на Петровском спуске (открыта в начале XX века). Справа расположен Нижний парк.

В 1806 году по проекту С. Мельникова построен госпиталь. Это 2-этажное деревянное здание было рассчитано на 52 пациента. Одновременно создаётся Английский парк по проекту Жаака; он получает название Нижнего парка Липецких минеральных вод.
В 1808 году в парке строится бювет — сооружение над минеральным источником. Это был деревянный шатёр на четырёх столбах, затем перестроенный в каменный.
В 1812 году начал строиться новый бювет — на месте домика Петра I (см. Нижний парк). Достраивался он вплоть до 1824 года. В 1930 году здание снесли.
В 1865—1867 годах у подножия Соборной горы (на ней находится Соборная площадь) — напротив входа в парк построили 1-этажную гостиницу. В 1895—1897 годах здание расширили: надстроили два этажа, а на Петровском спуске возвели 3-этажную кирпичную пристройку (снесли в 1974 году). После расширения гостиница вмещала 34 номера.
В августе 1903 года рядом строится 2-этажное здание, в котором было паровое отопление и электрическое освещение. С тех пор число отпущенных ванн составляло 5—12 тысяч в год.

### Советское время

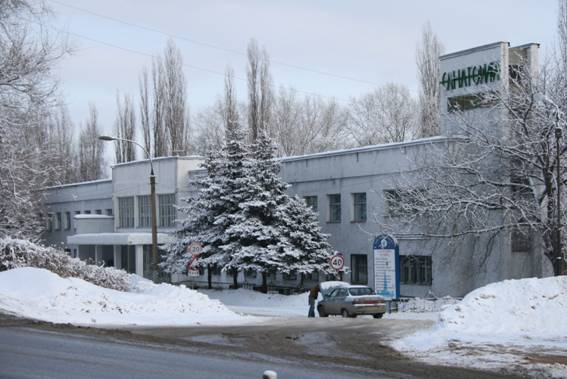
Одно из зданий курорта на улице Салтыкова-Щедрина

В 1925 году Липецкий курорт лишают общегосударственного значения и соответствующего финансирования. Тем не менее количество приезжих не уменьшается. В 1928 году в бывшем доме городского головы М. А. Клюева открылся санаторий № 3, в другом — санаторий № 4. Но денег на ремонт основных построек курорта не было, и в 1930-х годах общее состояние признано неудовлетворительным.
Во время Великой Отечественной войны в зданиях курорта размещался госпиталь. После её окончания всё было в разрухе.
В 1950-х годах, когда Липецк стал областным центром, курорт решили восстанавливать. В 1961 году был построен первый бювет у входа в Нижний парк, позднее — ещё один в комплексе со столовой и спальным корпусом. В 1966 году возвели 2-этажный лечебный корпус с лабораторией, водогрязелечебницей, поликлиникой; возводятся 5-этажный, а затем и 7-этажный спальные корпуса, столовая на 600 мест, клуб с залами на 100 и 600 мест.
В 1971 году заработал 5-этажный спальный корпус на 200 мест (на улице Салтыкова-Щедрина). 20 мая 1974 года открыли 8-этажный корпус санатория «Липецк» на 500 мест. 5 августа 1976 года вступил в строй клуб на 600 человек.
В 1978 году вводят в строй столовую на 1000 мест. В 1982 году — поликлинику на площади Карла Маркса (ныне Петра Великого); она рассчитана на 4,5 тыс. человек в день. Поликлиника включила в себя 8-этажный поликлинический корпус, 2-этажную грязелечебницу на 30 человек, 3-этажную водолечебницу и корпус с бассейном минеральной воды.
В 1982 году построены три корпуса бальнеогрязелечебницы и 8-этажная поликлиника.

### Новое время
В 1991 году в профсоюзных здравницах Липецкого курорта пролечилось около 37 тысяч человек.
В 1993 году Профсоюзная здравница преобразована в ЗАО «Липецкий курорт».
В мае 2005 года курорт отметил 200-летие.
Сейчас санаторий «Липецк» расположен в парке на берегу реки Воронеж. Здравница принимает как взрослых, так и детей.
Медицинским профилем санатория стали болезни костно-мышечной системы, заболевания сердца и сосудов, нервной системы, органов пищеварения, опорно-двигательного аппарата, гинекологические заболевания, расстройства питания и обмена веществ.
В настоящее время основные процедуры санатория: грязелечение (используется местная торфяная лечебная грязь: грязевые аппликации, электрогрязелечение), различные виды массажей, сухие углекислые ванны, физиотерапия, ингаляции, фитококтейли, водолечение: ванны (минеральные, жемчужные, йод-бромные, углекислые); бассейн; души: циркулярный, восходящий, Шарко, ПДМ.
Для назначения индивидуального лечения в распоряжении врача имеются необходимые диагностические кабинеты: клиническая, биохимическая и бактериологическая лаборатории, кабинет функциональной диагностики, ультразвукового исследования, кабинет рентгена, эндоскопический кабинет, а также узкие специалисты-консультанты, такие как кардиолог, проктолог, уролог хирург, окулист, лор-врач.
В лечебной программе особое место занимает индивидуальная и групповая лечебная физкультура, которая проводится в спортзалах, оснащённых разнообразными тренажёрами и спортивными снарядами. При необходимости можно пройти курс психокоррекции у квалифицированного врача психотерапевта. Неотъемлемой частью комплекса санаторно-курортного лечения является диетическое питание.
Интересно, что в Липецке есть улица Подсобное хозяйство Липецкого курорта.